# Eslováquia no Festival Eurovisão da Canção
A Eslováquia participou no Festival Eurovisão da Canção 7 vezes desde sua estreia em 1993, tendo estado ausente em vários momentos da sua história, como em 1995, 1997, de 1999 a 2008, e novamente desde 2013. O diretor de relações públicas da RTVS, Juraj Kadáš, explicou em abril de 2016 que a ausência da Eslováquia desde 2012 não se devia aos maus resultados do país no certame, mas sim aos custos associados à participação. Isso foi reiterado em maio de 2023 por Filip Púchovský, do departamento de relações públicas da RTVS, acrescentando que se a Eslováquia voltar ao concurso, provavelmente seria o artista a autofinanciar a sua participação, e não a emissora. Para além disso, a chefe do Departamento de Relações Internacionais da estação, Slavomira Kubickova, descartou um regresso do país. A 8 de agosto de 2023, a chefe de comunicação de marketing da RTVS, Zuzana Vicelová, afirmou que a emissora estava a estudar o regresso ao certame em 2025, após uma reestruturação do modelo de financiamento da emissora pelo governo eslovaco, com o apoio do diretor geral Ľuboš Machaj. No entanto, a 8 de abril de 2024, foi anunciado que o país não iria regressar, devido a dificuldades financeiras.
Apesar da não participação, a transmissão do Festival Eurovisão da Canção continua a ser feita pela Rádio FM, que cobriu todas as edições desde a desistência, à exceção da de 2022, contando as suas emissões com a presença de público no estúdio onde a cobertura rádio é feita.

## Galeria

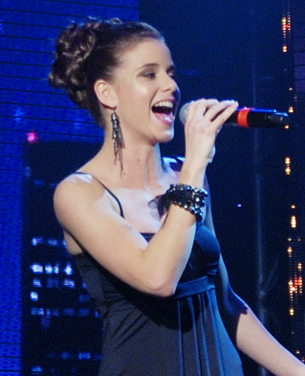
Nela Pocisková em Moscovo (2009)

## Participações
Legenda
     Vencedor
     2.º lugar
     3.º lugar
     Pontuação Nula ("Null Points")/Último Lugar
     Melhor classificação (fora do top 3)
     Qualificação para a final (fora do top 3)
     País-anfitrião
     Desclassificado
| #                                | Ano             | Artista                         | Canção                                          | Língua         | Final             | Pontos            | Semi           | Pontos         |
| -------------------------------- | --------------- | ------------------------------- | ----------------------------------------------- | -------------- | ----------------- | ----------------- | -------------- | -------------- |
| 1º                               | Ljubljana 1993  | Elán                            | "Amnestia na neveru" A Amnistia da infidelidade | Eslovaco       | Não se qualificou | Não se qualificou | 4º             | 50             |
| 2º                               | Dublin 1994     | Tublatanka                      | "Nekonečná pieseň" Canção sem fim               | Eslovaco       | 19º               | 15                | Sem semifinais | Sem semifinais |
|                                  | Dublin 1995     | Não participou                  | Não participou                                  | Não participou | Não participou    | Não participou    | Sem semifinais | Sem semifinais |
| 3º                               | Oslo 1996       | Marcel Palonder                 | "Kým nás máš" Enquanto nos tiveres              | Eslovaco       | 18º               | 19                | 17º            | 36             |
|                                  | Dublin 1997     | Não participou                  | Não participou                                  | Não participou | Não participou    | Não participou    | Sem semifinais | Sem semifinais |
| 4º                               | Birmingham 1998 | Katarína Hasprová               | "Modlitba" Oração                               | Eslovaco       | 21º               | 8                 | Sem semifinais | Sem semifinais |
| Não participou entre 1999 e 2008 |                 |                                 |                                                 |                |                   |                   |                |                |
| 5º                               | Moscovo 2009    | Kamil Mikulčík & Nela Pocisková | "Let' tmou" Voar através da escuridão           | Eslovaco       | Não se qualificou | Não se qualificou | 18º            | 8              |
| 6º                               | Oslo 2010       | Kristina                        | "Horehronie"                                    | Eslovaco       | Não se qualificou | Não se qualificou | 16º            | 24             |
| 7º                               | Dusseldorf 2011 | TWiiNS                          | "I'm Still Alive" Ainda estou vivo              | Inglês         | Não se qualificou | Não se qualificou | 13º            | 48             |
| 8º                               | Baku 2012       | Max Jason Mai                   | "Don't Close Your Eyes" Não feche seus olhos    | Inglês         | Não se qualificou | Não se qualificou | 18º            | 22             |
| Não participa desde 2013         |                 |                                 |                                                 |                |                   |                   |                |                |

| Ano             | Artista                         | Canção                  | Final             | Final             | Final             | Final             | Final             | Final             | Semi            | Semi            | Semi            | Semi            | Semi | Semi   |
| Ano             | Artista                         | Canção                  | Tlv.              | Pontos            | Júri              | Pontos            | Cl.               | Pontos            | Tlv.            | Pontos          | Júri            | Pontos          | Cl.  | Pontos |
| --------------- | ------------------------------- | ----------------------- | ----------------- | ----------------- | ----------------- | ----------------- | ----------------- | ----------------- | --------------- | --------------- | --------------- | --------------- | ---- | ------ |
| Moscovo 2009    | Kamil Mikulčík & Nela Pocisková | "Let' tmou"             | Não se qualificou | Não se qualificou | Não se qualificou | Não se qualificou | Não se qualificou | Não se qualificou | Apenas televoto | Apenas televoto | Apenas televoto | Apenas televoto | 18º  | 8      |
| Oslo 2010       | Kristina                        | "Horehronie"            | Não se qualificou | Não se qualificou | Não se qualificou | Não se qualificou | Não se qualificou | Não se qualificou | 14º             | 34              | 16º             | 25              | 16º  | 24     |
| Dusseldorf 2011 | TWiiNS                          | "I'm Still Alive"       | Não se qualificou | Não se qualificou | Não se qualificou | Não se qualificou | Não se qualificou | Não se qualificou | 16º             | 40              | 9º              | 71              | 13º  | 48     |
| Baku 2012       | Max Jason Mai                   | "Don't Close Your Eyes" | Não se qualificou | Não se qualificou | Não se qualificou | Não se qualificou | Não se qualificou | Não se qualificou | 15º             | 32              | 15º             | 40              | 18º  | 22     |

## Comentadores e porta-vozes
| Ano(s)    | Televisão        | Televisão                           | Rádio                                                                         | Rádio           | Votação          | Votação          | Votação        | Votação            | Ref(s)               |
| Ano(s)    | Comentador(es)   | Emissora                            | Comentador(es)                                                                | Emissora        | Porta-voz        | Idioma utilizado | Cidade         | Plano de fundo     | Ref(s)               |
| --------- | ---------------- | ----------------------------------- | ----------------------------------------------------------------------------- | --------------- | ---------------- | ---------------- | -------------- | ------------------ | -------------------- |
| 1993      | Alena Heribanová | STV1                                | Sem transmissão                                                               | Sem transmissão | Não participou   | Não participou   | Não participou | Não participou     | [ 9 ]                |
| 1994      | Martin Sarvaš    | STV2                                | Sem transmissão                                                               | Sem transmissão | Juraj Čurný      | Inglês           | Bratislava     | Estúdios da RTVS   | [ 10 ]               |
| 1995      | Sem transmissão  | Sem transmissão                     | Sem transmissão                                                               | Sem transmissão | Não participou   | Não participou   | Não participou | Não participou     |                      |
| 1996      | Stanislav Ščepán | STV2                                | Sem transmissão                                                               | Sem transmissão | Alena Heribanová | Inglês           | Bratislava     | Panorama da cidade | [ 11 ]               |
| 1997      | Juraj Čurný      | STV2                                | Sem transmissão                                                               | Sem transmissão | Não participou   | Não participou   | Não participou | Não participou     |                      |
| 1998      | Rastislav Sokol  | STV2                                | Sem transmissão                                                               | Sem transmissão | Alena Heribanová | Inglês           | Bratislava     | Estúdios da RTVS   | [ 12 ]               |
| 1999–2008 | Sem transmissão  | Sem transmissão                     | Sem transmissão                                                               | Sem transmissão | Não participou   | Não participou   | Não participou | Não participou     |                      |
| 2009      | Roman Bomboš     | Dvojka                              | Sem transmissão                                                               | Sem transmissão | Ľubomír Bajaník  | Inglês           | Bratislava     | Ponte Apollo       | [ 13 ] [ 14 ] [ 15 ] |
| 2010      | Roman Bomboš     | Dvojka                              | Sem transmissão                                                               | Sem transmissão | Ľubomír Bajaník  | Inglês           | Bratislava     | Ponte Apollo       |                      |
| 2011      | Roman Bomboš     | Jednotka (SF1 e final) Dvojka (SF2) | Roman Bomboš                                                                  | Rádio FM        | Mária Pietrová   | Inglês           | Bratislava     | Ponte Apollo       | [ 7 ]                |
| 2012      | Roman Bomboš     | RTVS                                | Roman Bomboš                                                                  | Rádio Slovensko | Mária Pietrová   | Inglês           | Bratislava     | Ponte Apollo       |                      |
| 2012      | Roman Bomboš     | RTVS                                | Daniel Baláž e Pavol Hubinák                                                  | Rádio FM        | Mária Pietrová   | Inglês           | Bratislava     | Ponte Apollo       |                      |
| 2013      | Sem transmissão  | Sem transmissão                     | Daniel Baláž e Pavol Hubinák                                                  | Rádio FM        | Não participou   | Não participou   | Não participou | Não participou     | [ 6 ]                |
| 2014      | Sem transmissão  | Sem transmissão                     | Daniel Baláž, Pavol Hubinák e Juraj Kemka                                     | Rádio FM        | Não participou   | Não participou   | Não participou | Não participou     | [ 16 ] [ 17 ]        |
| 2015      | Sem transmissão  | Sem transmissão                     | Daniel Baláž, Pavol Hubinák e Juraj Kemka                                     | Rádio FM        | Não participou   | Não participou   | Não participou | Não participou     |                      |
| 2016      | Mária Pietrová   | Jednotka (Final)                    | Daniel Baláž, Pavol Hubinák e Juraj Kemka                                     | Rádio FM        | Não participou   | Não participou   | Não participou | Não participou     | [ 18 ]               |
| 2017      | Sem transmissão  | Sem transmissão                     | Daniel Baláž, Pavol Hubinák e Juraj Kemka                                     | Rádio FM        | Não participou   | Não participou   | Não participou | Não participou     | [ 19 ]               |
| 2018      | Sem transmissão  | Sem transmissão                     | Daniel Baláž, Pavol Hubinák, Juraj Malíček, Ela Tolstová e Celeste Buckingham | Rádio FM        | Não participou   | Não participou   | Não participou | Não participou     | [ 20 ]               |
| 2019      | Sem transmissão  | Sem transmissão                     | Daniel Baláž e Pavol Hubinák                                                  | Rádio FM        | Não participou   | Não participou   | Não participou | Não participou     | [ 21 ]               |
| 2021      | Sem transmissão  | Sem transmissão                     | Daniel Baláž, Lucia Haverlík, Pavol Hubinák e Juraj Malíček                   | Rádio FM        | Não participou   | Não participou   | Não participou | Não participou     | [ 22 ] [ 23 ]        |
| 2022      | Sem transmissão  | Sem transmissão                     | Sem transmissão                                                               | Sem transmissão | Não participou   | Não participou   | Não participou | Não participou     | [ 24 ]               |
| 2023      | Sem transmissão  | Sem transmissão                     | Daniel Baláž, Lucia Haverlík, Pavol Hubinák e Juraj Malíček                   | Rádio FM        | Não participou   | Não participou   | Não participou | Não participou     | [ 8 ] [ 25 ] [ 26 ]  |
| 2024      | Sem transmissão  | Sem transmissão                     | Daniel Baláž, Lucia Haverlík, Pavol Hubinák e Juraj Malíček                   | Rádio FM        | Não participou   | Não participou   | Não participou | Não participou     | [ 27 ] [ 28 ]        |

## Maestros
| Ano(s) | Maestro          |
| ------ | ---------------- |
| 1993   | Vladimír Valovič |
| 1994   | Vladimír Valovič |
| 1995   | Não participou   |
| 1996   | Juraj Burian     |
| 1997   | Não participou   |
| 1998   | Vladimír Valovič |

## Historial de votação
| Eslováquia deu mais pontos a: | Eslováquia deu mais pontos a: | Eslováquia deu mais pontos a: |
| Rank                          | País                          | Pontos                        |
| ----------------------------- | ----------------------------- | ----------------------------- |
| 1                             | Estónia                       | 50                            |
| 2                             | Suécia                        | 48                            |
| 3                             | Noruega                       | 47                            |
| 4                             | Bósnia e Herzegovina          | 41                            |
| 5                             | Malta                         | 31                            |

| Eslováquia recebeu mais pontos de: | Eslováquia recebeu mais pontos de: | Eslováquia recebeu mais pontos de: |
| Rank                               | País                               | Pontos                             |
| ---------------------------------- | ---------------------------------- | ---------------------------------- |
| 1                                  | Malta                              | 27                                 |
| 2                                  | Ucrânia                            | 14                                 |
| 3                                  | Bósnia e Herzegovina               | 11                                 |
| 4                                  | Portugal                           | 9                                  |
| 5                                  | Croácia                            | 8                                  |